# Leonie Tholen
Leonie Jacoba Inglis-Arkell-Tholen (Sloten, 18 maart 1913 – Den Helder, 2 juli 2012) was een Nederlands schoonspringster.

## Biografie
Tholen was de oudste in een gezin van zes kinderen en groeide op in Amsterdam. Drie van haar zussen konden ook zwemmen, maar alleen zij had er haar sport van gemaakt. De specialiteit werd het schoonspringen. Haar debuut in 1934 op de nationale kampioenschappen viel op: na een korte training werd ze al tweede, achter winnares Truus Klapwijk.
De voorspelling dat ze 'met meer wedstrijdroutine' wel eens Nederlands kampioene kon worden, kwam al snel uit. In 1935, 1936 en 1938 was ze de beste schoonspringster van het land, in 1937 werd ze - door een mindere laatste sprong - tweede. Tholen nam in augustus 1938 deel aan de Europese kampioenschappen in Londen. Ze werd vijfde, Betty Slade bemachtigde de titel.
Tholen huwde op 22 september 1938. Het huwelijk bleek gelijk het einde van haar sportieve carrière. Ze overleed in 2012.

## Erelijst
- Nederlands kampioen: 1935, 1936, 1938